# François Savary de Brèves
Pour les articles homonymes, voir Savary et Brèves.

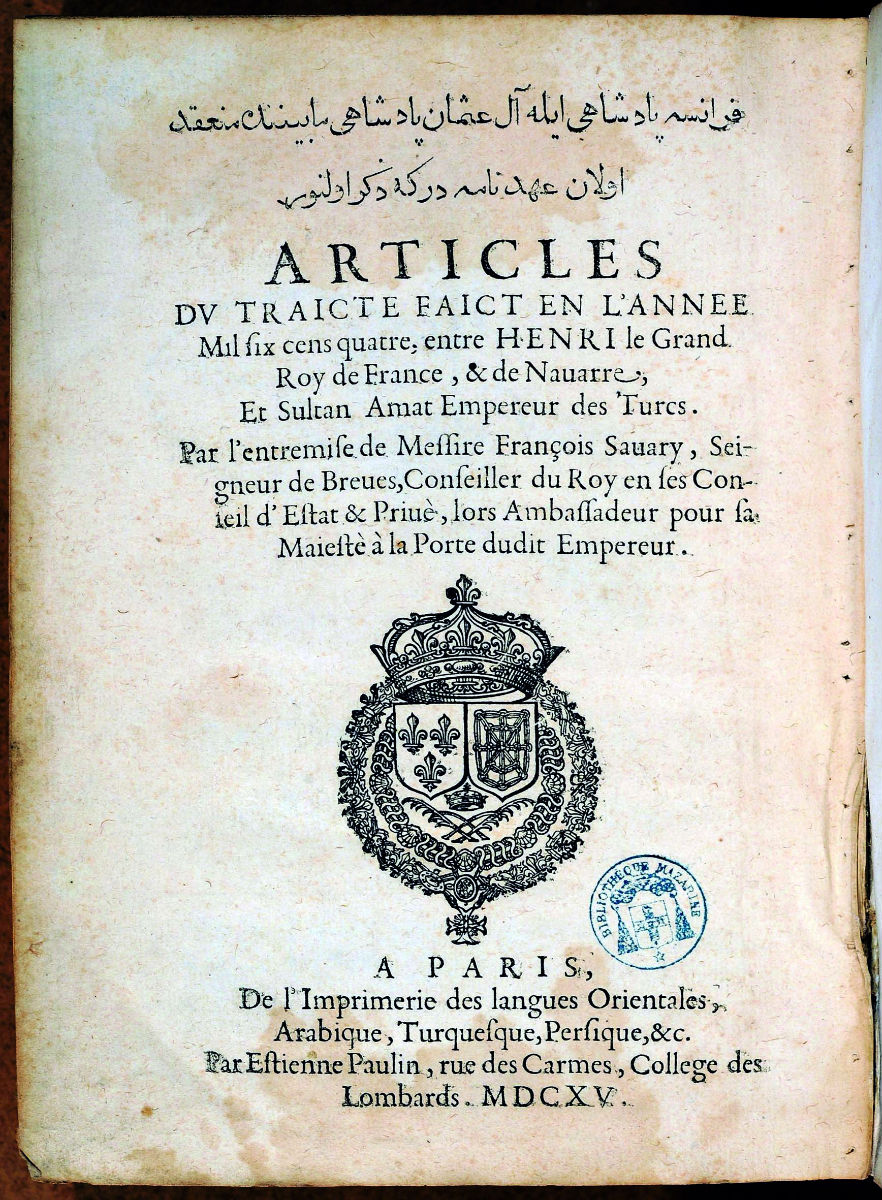
Traduction bilingue franco-turque par Savary de Brèves des Capitulations franco-ottomanes de 1604 entre le sultan Ahmet Ier et Henri IV (1615).

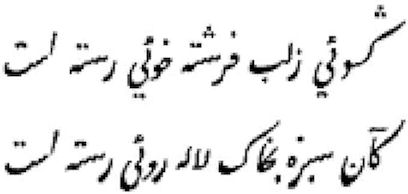
Caractères persans développés par Savary de Brèves.

François Savary de Brèves (1560 à Melay - 22 avril 1628 à Paris) est un diplomate français. Ambassadeur de France à Constantinople (1591-1605) et à Rome (1607-1614), il a été l’un des plus célèbres orientalistes de son temps.

## Biographie
Issu de la famille d'extraction chevaleresque Savary de Lancosme et de Brèves (marquis de Lancosme, comte de Brèves, marquis de Maulévrier, etc.), il a épousé Anne de Thou, fille de Christophe Auguste de Thou (lui-même neveu du premier président Christophe de Thou, et donc cousin de l’historien Jacques-Auguste de Thou).

### Ambassade à Constantinople
Il accompagna, à l’âge de 22 ans, son parent Jacques Savary de Lancosme (it) à l’ambassade de la Porte, et lui succéda après sa mort, en 1591.
Un des plus habiles négociateurs des siècles d’Henri IV et de Louis XIII, il sut attirer la confiance du sultan, et fit conclure, en 1604, après plusieurs années de travaux, le fameux traité d’alliance et de commerce entre la France et l'Empire ottoman, si fort avantageux à la France. Après avoir rempli ces fonctions d’ambassadeur, il retourna en France et devint conseiller d’état et gentilhomme de la chambre.

### Ambassade à Rome
De 1608 à 1614l, il remplit avec habileté son ambassade à Rome. Il y fit graver à ses frais une série de poinçons des caractères arabes, persans et syriaques et créa la première imprimerie orientale française, la Typographia Savariana. Il publia, en 1613 et 1614, deux livres en arabe et syriaque grâce au concours de deux Libanais du Collège maronite de Rome, Victor Scialac et Gabriel Sionite.

### Retour en France
À son retour en France, accompagné de Gabriel Sionite, il échoua à créer un Collège oriental. Il transféra à Paris une centaine de manuscrits orientaux, créant ainsi la plus importante bibliothèque orientale en France. En 1615, la Typographia Savariana prit le nom d’Imprimerie des langues orientales arabique, turquesque, persique....
Après la mort de Henri IV, il fut, de 1615 à 1617, précepteur du jeune Gaston d’Orléans, frère unique de Louis XIII. Proche de Concini et de Marie de Médicis, il fut révoqué lorsque le connétable de Luynes s’empara du pouvoir, au moment de la disgrâce du favori de la régente. Il perdit l’emploi de gouverneur, mais, après la chute de Luynes, il fut nommé premier écuyer de la reine, et sa terre fut érigée en comté en 1625. On le créa la même année chevalier de l’ordre du Saint-Esprit. Il entra au conseil des dépêches en 1627.

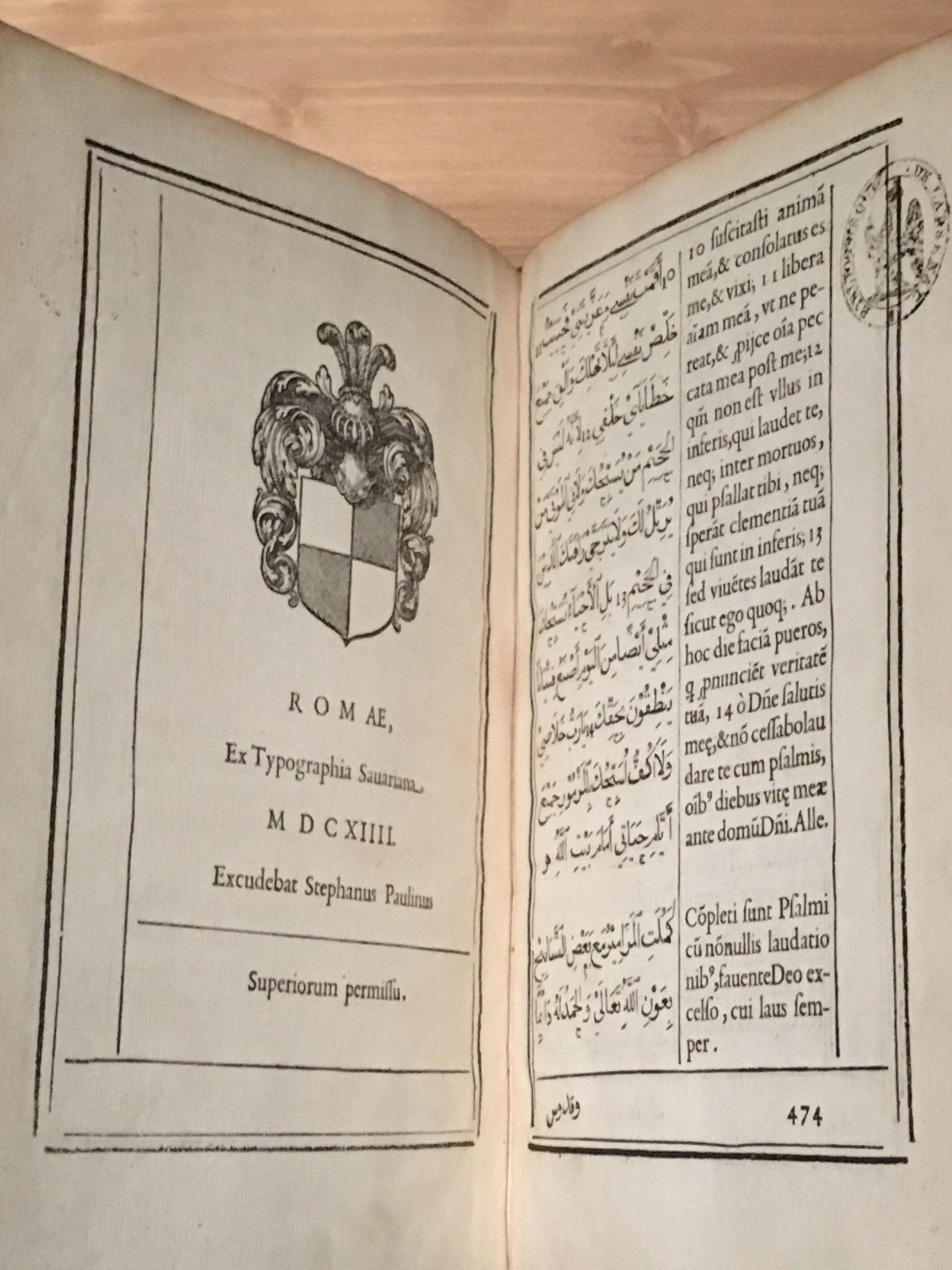
Armoiries de François Savary de Brèves

## Postérité
De Brèves était fort instruit dans la littérature orientale et la langue turque, et ce fut une des causes de ses succès dans son ambassade. Outre sa Relation des voyages de Monsieur de Brèves parue à Paris chez Nicolas Grasse en 1628, d’après ses mémoires, par Jacques du Castel, l’un de ses secrétaires, il a laissé deux petits ouvrages dont le but est entièrement opposé. L’un a pour titre : Discours abrégé des asseurez moyens d’anéantir et ruiner la monarchie des princes Ottomans ; l’autre est intitulé : Discours sur l’alliance qu’a le roi avec le grand-seigneur.
Tallemant des Réaux, dans ses Historiettes, rappelle que : « Toutes les fois que M. de Nevers, M. de Brèves et Catherine de Parthenay se trouvoient ensemble, ils conquêtaient tout l’empire du Turc », façon de l’époque pour exprimer qu’ils refaisaient le monde.
Longtemps après la mort de Savary de Brèves, les autres imprimeurs d’arabe parisiens, notamment Antoine Vitré, imprimeur du roi pour les langues orientales (Linguarum Orientarium Regis typographus), qui a acquis sa collection de manuscrits orientaux en 1632, ont continué d’utiliser ses types arabes.

## Armoiries
Écartelé d'argent et de sable.

## Seigneuries
- Jarzé :

Terre et seigneurie d’Anjou, érigée en marquisat par lettres d’avril 1694 en faveur d’Urbain du Plessis. Ce marquisat passa après 1713 à Camille Savary, comte de Brèves.
- Maulévrier :

Terre et seigneurie d’Anjou, qui de la maison de Damas, passa au XVIe siècle dans celle de Savary. Érigée en marquisat par lettres de février 1625, en faveur de François Savary, seigneur de Brèves, elle passa dans la maison de Langeron au XVIIIe siècle.[réf. nécessaire]
- Lancosme :

Terre et seigneuries du Vendômois, qui appartenait à la maison de Savary. Elle fut érigée en baronnie par lettres de février 1631, puis en marquisat en juin 1738, en faveur de Louis-François-Alexandre Savary, seigneur, baron de Lancosme, puis marquis.